# Таорміна
Таорміна (італ. Taormina, сиц. Taurmina) — муніципалітет в Італії, у регіоні Сицилія,  метрополійне місто Мессіна. Таорміна розташована на відстані близько 510 км на південний схід від Рима, 175 км на схід від Палермо, 45 км на південний захід від Мессіни. Населення — 11 086 осіб (2014). Щорічний фестиваль відбувається 9 липня. Покровитель — святий Панкратій.

## Назва
- Тавроменій (лат. Tauromenion / Tauromenium) — назва римської доби.

## Демографія
Населення за роками:

Станом на 1 січня 2023 року в муніципалітеті офіційно проживали 752 іноземці з 55 країн, серед них 217 громадян країн Євросоюзу та 33 громадяни України.

## Клімат
| TAORMINA         | Місяці | Місяці | Місяці | Місяці | Місяці | Місяці | Місяці | Місяці | Місяці | Місяці | Місяці | Місяці | Пора | Пора | Пора | Пора | Рік  |
| TAORMINA         | Січ    | Лют    | Бер    | Кві    | Тра    | Чер    | Лип    | Сер    | Вер    | Жов    | Лис    | Гру    | Зим  | Вес  | Літ  | Осі  | Рік  |
| ---------------- | ------ | ------ | ------ | ------ | ------ | ------ | ------ | ------ | ------ | ------ | ------ | ------ | ---- | ---- | ---- | ---- | ---- |
| Темп. макс. (°C) | 14.2   | 15.0   | 16.5   | 19.0   | 23.4   | 28.0   | 30.9   | 31.2   | 27.8   | 23.1   | 19.2   | 15.9   | 15   | 19.6 | 30   | 23.4 | 22   |
| Темп. мін. (°C)  | 7.9    | 7.9    | 9.0    | 11.1   | 14.5   | 18.7   | 21.5   | 21.9   | 19.7   | 16.0   | 12.8   | 9.7    | 8.5  | 11.5 | 20.7 | 16.2 | 14.2 |

## Сусідні муніципалітети
- Гаджі
- Джардіні-Наксос
- Летоянні
- Кастельмола
- Калатаб'яно
- Кастільйоне

## Персоналії
- Панкратій Тавроменійський — священномученик, хреститель Сицилії.
- Тімей з Тавроменія — давньогрецький історик.